# فولفغانغ هاينز (أستاذ جامعي)
فولفغانغ هاينز (بالألمانية: Wolfgang Heinz)‏ هو عالم جريمة ألماني، ولد في 23 أبريل 1942 في بفورتسهايم في ألمانيا.